# Kagutsuchi
Kagutsuchi (japanisch カグツチ; Kojiki: Kagu-tsuchi-no-kami (迦具土神), Kagutsuchi-no-mikoto, Hinoyagihayao-no-kami; Nihonshoki: Kagu-tsuchi-no-mikoto (軻遇突智 (命)), Ho-musuhi; weitere Namen siehe unten) ist der Kami des Feuers in der Mythologie des Shintō.

## Geburt und Tod
Dem Kojiki und einer alternativen Version des Nihonshoki zufolge wurde er von Izanami geboren, wodurch ihre Genitalien (hoto) verbrannten und sie an diesen tödlichen Verletzungen starb (bzw. „auf göttliche Weise abdankte“ (kamu-saru), wonach sie zur Göttin der Unterwelt (yomi) wurde). Ihr Gatte und Bruder, Izanagi, soll nach der Trauer um seine Geliebte deswegen derart wuterfüllt gewesen sein, dass er seinen Sohn Kagutsuchi mit seinem Schwert (ein tsurugi mit den Namen Ame-no-wo-ha-bari oder Itsu-no-wo-ha-bari) köpfte. 
Aus seinem Blut wurden ihrerseits Kami, dies sind dem Kojiki zufolge (manche Versionen des Nihonshoki geben andere Namen und Anzahlen an):
1. Drei aus dem Blut, das von der Spitze der Klinge auf die Felsen herum tropfte:  Iha-saku-no-kami („Felsenspalter-Kami“), Ne-saku-no-kami („Wurzelspalter-Kami“) und Iha-tsutsu-wo-no-kami („Felsen-Besitzer-Kami“, bzw. bei Karl Florenz „Felsen-Altehrwürdiger Mann“).
2. Drei aus dem Blut, das vom oberen Teil der Klinge auf die Felsen herum tropfte: Mika-haya-hi-no-kami („Kami der schrecklich flinken Sonne“ bzw. bei Florenz „Der ‚Gewaltige-schnelle-wunderbare‘“), Hi-haya-hi-no-kami. („Feuerflink-Kami“, bzw. bei Florenz „Der ‚Feuer-schnelle-wunderbare‘“) und Take-mika-dzuchi-no-wo-kami („Tapferer, schrecklich besitzender Kami“ bzw. bei Florenz „Tapfer-gewaltiger-Altehrwürdiger Mann“) alias Take-futsu-no-kami oder auch Toyo-futsu („Tapferer schnappender (Kami)“, bzw. bei Florenz „Tapfer-zischend“ und „Reichlich-zischend“).
3. Zwei aus dem Blut, das sich auf dem Schwertgriff gesammelt hatte und zwischen Izanagis Fingern hindurch auf den Boden tropfte: Kura-okami (Florenz vermutet „dunkler großer Gott“ oder „Großer Gott der Talschluchten“) und Kura-mizu-ha (bei Florenz „Dunkler Wasser-Drache“ oder „Talschlucht-Wasser-Drache“).

Aus der Leiche des Kagutsuchi wurden dem Kojiki nach dann acht Berg-Kami (mit der elementaren Bezeichnung yamatsumi im Namen) geboren:
1. Aus seinem Kopf (kashira) wurde Ma-saka-yama-tsu-mi-no-kami (bei Florenz „Bergherr der steilen Abhänge“).
2. Aus seiner Brust (mune) wurde Odo-yama-tsu-mi-no-kami (bei Florenz „Herr der abfallenden (?) Berge“).
3. Aus seinem Bauch (hara) wurde Oku-yama-tsu-mi-no-kami (bei Florenz „Herr der entlegenen Berge“).
4. Aus seinen Genitalien (hoto) wurde Kura-yama-tsu-mi-no-kami (bei Florenz „Herr der dunklen Berge“ oder „der in den Talschluchten [wohnende] Herr der Berge“).
5. Aus seinem linken Arm Arm (oder seiner linken Hand, te) wurde Shigi-yama-tsu-mi-no-kami (bei Florenz „Herr der dichtbewaldeten Berge“ oder „der dichtgereihten Berge (Bergketten)“).
6. Aus seinem rechten Arm Arm (oder seiner rechten Hand, te) wurde Hayama-tsu-mi-no-kami (bei Florenz „Herr des Bergrandes“).
7. Aus seinem linken Bein (oder seinem linken Fuß, ashi) wurde Hara-yama-tsu-mi-no-kami (bei Florenz „Herr der Bergheiden“).
8. Aus seinem rechten Bein (oder seinem rechten Fuß, ashi) wurde To-yama-tsu-mi-no-kami (bei Florenz „Herr der äußeren Berge“).

Spätere Kapitel zweier Nihonshoki-Varianten berichten den Tod Kagatsuchis anders. Demnach soll er von Izanagi in drei oder fünf Stücke gehauen worden sein, die alle ihrerseits zu Kami wurden. Eine (I, 16) nennt für diese (drei) keine Namen, eine andere (I, 23) nennt Ikazuchi-no-kami, Ō-yama-tsumi und Taka-okami. Eine dritte und nicht als kanonisch verstandene Version (I, 24) nennt Ō-yama-tsumi (aus dem Kopf), Naka-yama-tsu-mi (aus dem Rumpf, mukuro), Hayama-tsu-mi (aus den Händen, te), Masa-katsu-yama-tsu-mi (aus den Lenden, koshi) und Shiki-yama-tsu-mi (aus den Füßen, ashi).
Auch aus Izanamis sterbendem Körper entstanden mehrere Dutzend Kami. 
Der Tod von Izanami und ihrem Kind, dem Feuer-Kami, ist somit die erste Stelle im japanischen Schöpfungsmythos, in der das Ereignis des Todes eines Wesens gleichzeitig das der Geburt anderer bedeutet. Der buddhistische Religionswissenschaftler Anesaki Masaharu (1873–1949) bemerkte, dass mit diesem Ereignis die Antithese von Leben und Tod und gleichzeitig anderen Zyklen (wie Licht und Dunkelheit, Ordnung und Zerstörung) in die japanische Mythologie eingeführt worden seien.

## Schreine
Der Feuer-Kami wird in einer großen Anzahl von Schreinen verehrt (die nochmals ansteigt, wenn er, wie in manchen Theologien, als elementarer Bestandteil von Inari verstanden wird), darunter:
- zusammen mit Ishi-kori-dome-no-kami (Kami der Steinmetze) und Ama-tsu-mara-no-kami (Kami der Schmiede) im Fuigo-jinja (ein massha des Ōsaka Ikutama-Schreins).
- in einem Schrein auf dem Berg Akiba (Präfektur Shizuoka).
- zusammen mit der Eisenerz-Kami Kana-yama-hime im Haruna-Schrein in der Gemeinde Haruna (Präfektur Gunma).
- zusammen mit verschiedenen anderen Kami im Kumano Hongū-Taisha.
- zusammen mit neun anderen Kami im West-Schrein des Suhara-Schreins (Präfektur Gifu).
- im Ho-musubi-jinja (massha), Ōura-jinja und im Kagu-tsuchi-jinja, Nebenschreine auf dem Dewa-sanzan.
- im Fudō-son-sha, einem Nebenschrein des Miyachitake-Schreins (Fukutsu, Präfektur Fukuoka).
- im Akiba-yama-hongū-akiba-Schrein (Hamamatsu, Präfektur Shizuoka).
- im Akiba-jinja, im Atago-jinja (zusammen mit Izanami) und im Kama-do-no-kami-no-jinja, Nebenschreine des Taga-Taishas (Hikone, Präfektur Shiga).
- in den beiden Atago-Schreinen in Tōkyō und Yuzawa (Präfektur Akita).
- zusammen mit seinen Eltern im Izusan-Schrein (Atami, Präfektur Shizuoka).
- im Akiba-jinja, einem Nebenschrein (massha) des Shirahata-Schreins (Fujisawa, Präfektur Kanagawa).
- im Ho-musubi-jinja, einem Nebenschrein (massha) im Udo-jingū (Nichinan, Präfektur Miyazaki).
- im Atago-jinja und im Ishiko-jinja, Nebenschreine im Kasuga-Taisha.
- im Gōshō-jinja, einem Nebenschrein (massha) des Miyazaki-jingū (Miyazaki).
- zusammen mit elf anderen Kami im Jyūni-sha, einem Nebenschrein (massha) des Ōsaka Tenman-gū.
- als zwei verschiedene Kami (Kagu-tsuchi-no-mikoto und Ho-musubi-no-kami) im Atago-Schrein (Präfektur Toyama).
- im Shimo-tsu-sha, einem Nebenschrein (sessha) des Ō-yama-tsumi-Schreins (Imabari, Präfektur Ehima).
- als zwei verschiedene Kami (Ho-no-wo-no-kami (männlich) und Ho-no-me-no-kami (weiblich)) im Ho-no-wo-ho-no-me-Schrein (Beppu, Präfektur Ōita).
- zusammen mit der Lehm-Kami Hani-yasu-hime im Kaeri-to-jinja, einem Nebenschrein (massha) des Katori-jingū (Sawara, Präfektur Chiba).
- zusammen mit den Haushalts-Kami Oki-tsu-hiko-no-kami und Oki-tsu-hime-no-kami im Kamado-mikashira-no-jinja, einem Nebenschrein des Mitsumine-Schreins (Präfektur Saitama).
- im Atago-Schrein auf dem Berg Atago (Ukyō-ku, Kyōto).

## Namen
In den verschiedenen Varianten des Nihonshoki, den Traditionen einzelner Schreine und einigen bedeutenden Norito kommen eine Vielzahl von verschiedenen Namen für den von Izanami geborenen Feuer-Kami vor. Zu den am häufigsten benutzten, gehören (neben den oben bereits genannten) u. a.:
- Atago-san
- Hi-no-kaga-biko(-no-kami); Karl Florenz übersetzt mit „Feuers leuchtender Prinz“
- Hi-no-kagu-tsuchi(-no-kami); Karl Florenz übersetzt mit „Feuers leuchtender (glühender) Altehrwürdiger“
- Hi-no-kami
- Hi-no-yagi-haya-o; Karl Florenz übersetzt mit „Feuers brennender ungestümer Mann“
- Ho-musubi-kagu-tsuchi(-no-kami)
- Ho-musubi(-no-kami); Karl Florenz übersetzt mit „Feuer-Erzeuger“
- Ho-no-kagu-tsuchi-no-kumi
- Ho-no-musubi(-no-kami)